# Strozzigrund
Der Strozzigrund (auch Strozzengrund) war bis 1850 eine eigenständige Gemeinde und ist heute ein Stadtteil Wiens im 8. Wiener Gemeindebezirk Josefstadt.

## Lage
Der Strozzigrund war eine der kleinsten Vorstädte Wiens und entstand auf einem Teil des ursprünglichen Lerchenfelds, dem dürren Lerchenfeld. Er umfasste die Strozzigasse sowie die angrenzenden Teile der Zeltgasse (Hausnummer 13 und 14), Josefstädter Straße (Hausnummer 35 bis 43) und Lerchenfelder Straße (Hausnummer 38 bis 50).
Das Palais Strozzi sowie einige andere Häuser in der Strozzigasse sind von der Stadt Wien als bauliche Schutzzone Strozzigrund definiert.

## Geschichte

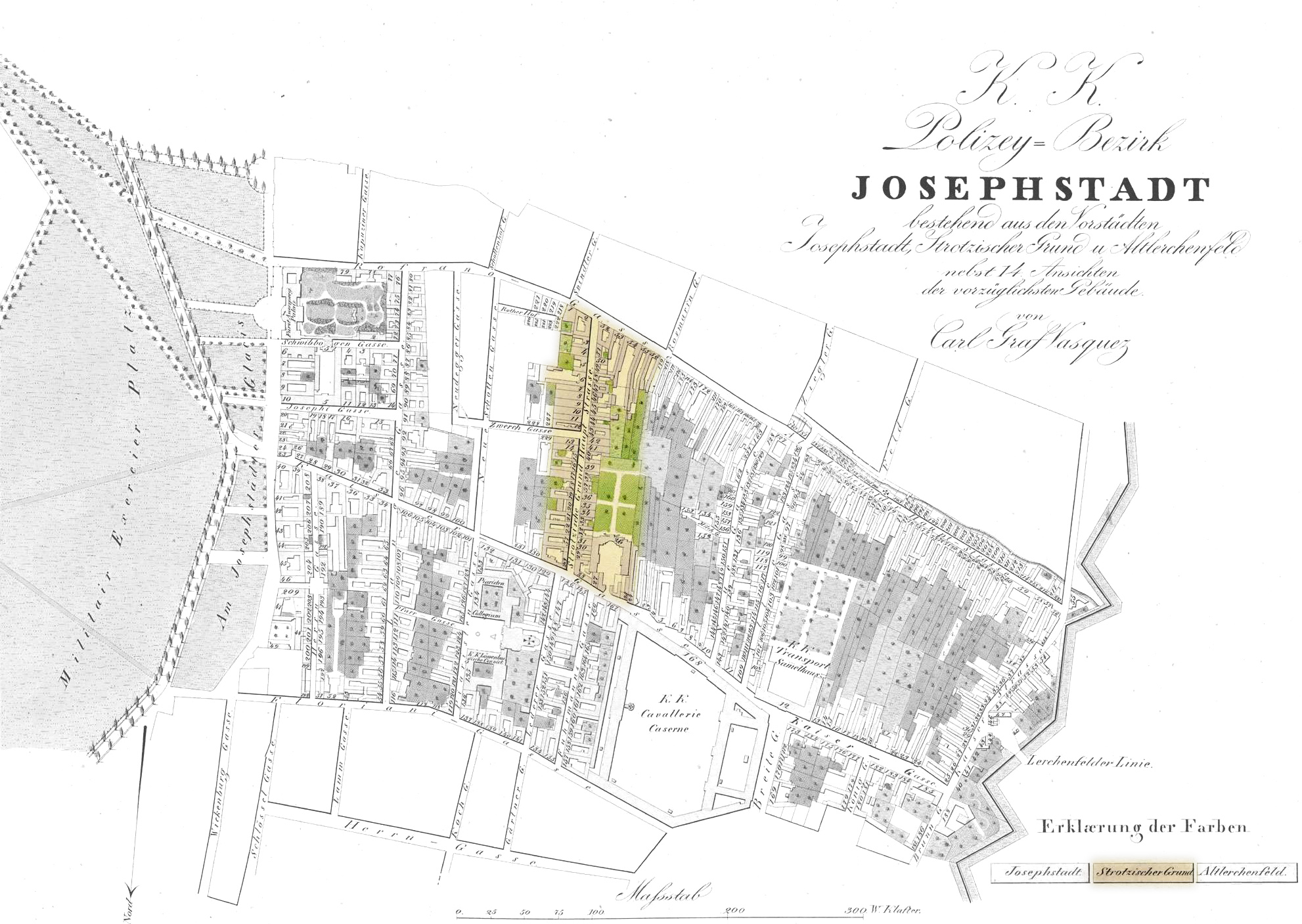
Strozzigrund um 1830

Bis zur Zweiten Wiener Türkenbelagerung gab es im Gebiet des Strozzigrunds nur Weingärten und Felder. Erst 1699 wurden die ersten Häuser (heute Lerchenfelder Straße 46 und 50) errichtet. Sie waren im Besitz des Flecksieders Gabriel Dessinger und des Schneiders Sebastian Robelt. Als Gräfin Maria Katharina Strozzi am 28. August 1702 das dürre Lerchenfeld erwarb, begann der Wandel des Gebietes. Während die Gräfin ein Sommerpalais (Palais Strozzi) errichtete, erhob Kaiser Leopold I. den Besitz der Gräfin zu einem freien Rittergut und legte somit den Grundstein für die später selbständige Vorstadt. Die Gräfin vererbte den Besitz ihrem Neffen Oberst Graf Ludwig Khevenhüller, der den Besitz der Gemeinde Wien anbot. Da dieser der Kaufpreis zu hoch war, verkaufte Khevenhüller den Besitz 1717 an den Bischof von Valencia, Folco de Cardona. Cardona vermachte nach seinem Tod 1725 den Besitz des Palais Kaiser Karl VI., die Grundherrschaft erbte hingegen Cardonas Neffe Johann Basilius Castelvi de Cervellon. 1746 kaufte schließlich die Stadt Wien die Grundherrschaft, die aus dem Palais und sechs Wohnhäusern bestand. Erst 1770, als Graf Chotek, der damalige Besitzer des Palais, große Teile des Gartens verkaufen musste, änderte sich die Siedlungsstruktur. Der Samtfabrikant Louis Henry kaufte den Grund und ließ das Gelände parzellieren. Innerhalb von zehn Jahren wurden 51 neue Häuser errichtet.